# 정읍 발언

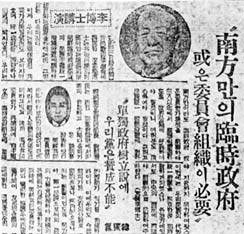
1946년 6월 3일 '남한 단독정부의 수립'을 주장한 이승만의 ‘정읍 발언’을 보도한 서울신문 1면 기사.

정읍 발언(井邑發言)은 미군정기에 이승만이 각지를 순회하는 도중 1946년 6월 3일에 전북 정읍에서 '남측만이라도 임시정부 혹은 위원회 같은 것을 조직할 것.'을 강조하는 내용의 발언을 한 것을 말한다. 이는 향후 이승만의 정치성향을 여실히 드러내었던 발언이었다.

## 개요
1945년 12월에 모스크바 3상회의에서 신탁통치안에서 찬탁과 반탁을 놓고 좌·우세력이 크게 대립하였다. 그리고  이듬해에 제1차 미소공동위원회가 개최되었으나, 소련측의 주장은 '모스크바 3상회의 협정지지세력만 통일 임시정부에 참여할 자격을 주자'는 주장이었고, 미국측은 '모든 정치세력을 통일 임시정부에 참여할 자격을 주자'는 주장을 하여 서로 입장 차이를 좁히지 못하고 결렬되어, 무기한 휴회되었다.
제1차 미소공동위원회가 결렬된 이후 이승만은 남한 각지를 순회하는 도중 전북 정읍에서 연설을 하게 되는데, 이는 이승만의 정치성향을 드러내는 중요한 사건이었다. 전문은 다음과 같다.

### 전문
이제 우리는 무기휴회된 공위가 재개될 기색도 보이지 않으며, 통일정부를 고대하나 여의케 되지 않으니 우리는 남방만이라도 임시정부 혹은 위원회 같은 것을 조직하여 38 이북에서 소련이 철퇴하도록 세계 공론에 호소하여야 될 것이다. 여러분도 결심하여야 될 것이다. 그리고, 민족 통일기관 설치에 대하여 지금까지 노력 하여왔으나 이번에는 우리 민족의 대표적 통일기관을 귀경한 후 즉시 설치하게 되었으니 각 지방에서도 중앙의 지시에 순응하여 조직적으로 활동하여주기 바란다.

## 단정수립의 경과
이때 김구는 탈장증으로 용산 성모병원에 입원중이었다. 김구의 제자인 상공회의소 강익하가 찾아와 김구에게 3백만원의 수표를 정치자금으로 건넸으나 그는 '국사에 쓰일 돈이라면 이승만에게 쓰게 하라'며 '돈이 필요하면 이승만에게 얻어쓸 것'이라고 하며 사양하였다. 6월 11일 독립촉성중앙회 국민회가 정동교회에서 개최될 때 참석하여 이승만의 연설에 대하여 답사를 발표하였다. 6월 29일 민족통일총본부가 설치되자 부총재에 선출됐다.
1947년 11월 김구는 이승만의 노선에 협조하는 대신 김구의 국민의회 중심으로 우익이 단결하는 데 이승만의 동의를 얻어내었다.
1947년 11월 24일, 김구는 '남측만의 단독선거는 국토 양분의 비극을 가져올 것'이라고 경고하는 성명서를 발표하였다. 그러나 김구는 11월 30일 이화장의 이승만을 방문하여 한시간을 회동, 자신과 이승만의 근본의사의 차이를 보지 못하였다고 성명을 번복하여 발표하였다. 성명서 발표후  이승만과 함께 서북청년회 창립 1주년 기념식에 참석하여 훈화를 하였다.
1947년 12월 1일 김구는 "소련의 방해가 제거되기까지 북조선인민위원회의 의석을 남겨놓고 선거를 하는 조건이라면, 이승만 박사의 단독 정부론과 내 의견은 같은 것이다"라고 하였다. 그러나 장덕수 암살사건 당시 이승만이 김구를 도와주기를 거절하면서 김구는 단정수립에 대한 찬성을 취소하게 된다.
김구는 자신이 법정에 서지 않게 해달라고 이승만의 도움을 요청했지만 이승만은 그럴 마음이 없었다. 이승만은 응답을 회피했고, 이승만이 장덕수 암살사건으로 위기에 처한 국민회의를 방관하면서 따로 한민당과 연대하며 독자적으로 '한국민족대표단'을 구성하자 김구는 크게 분노하였다. 1947년 12월 22일 김구는 단독정부 절대반대와 '한국민족대표단'의 해산을 주장하였다. 이승만과 김구의 연대에 비판적이던 한민당은 이 사건을 정치적인 호재로 이용하고자 하였다.
김구의 항의로 한국민족대표자회와의 합동작업이 재개되었지만 한민당의 강한 반대에 부딪혀 무산되었다. 장덕수가 암살되었을 때 이승만은 김구를 배후로 지목했고 그 후 김구는 검찰에 연행되어 수모를 당한 후로 이승만과의 결별을 결심했다.

## 참조
1. ↑  김규식의 비서로 지냈던 독립운동가이자, 현대사 연구가인 송남헌은 '모스크바 3상회의는 신탁반탁이 문제가 아니라, 어떻게 하면 통일임시정부를 수립할 수 있느냐? 이것이 모스크바3상회의에 주요 원문이었다.'고 증언한다.
2. ↑  정읍발언을 통해 이승만은 철저한 반공주의와 '단독정부수립 운동' 정치성향을 드러낸다.
3. ↑  강준만, 《한국현대사산책》〈1940년대편 2권〉(인물과사상사, 2004) 255쪽.
4. ↑  강준만, 《한국현대사산책》〈1940년대편 2권〉(인물과사상사, 2004) 257쪽.
5. ↑   서중석, 《한국현대사》(웅진지식하우스, 2006) 57쪽
6. 1 2 3  강준만, 《한국현대사산책》〈1940년대편 2권〉(인물과사상사, 2004) 65쪽.
7. ↑  서중석, 《한국현대민족운동연구: 해방후 민족국가 건설운동과 통일전선》(역사비평사, 1991) 545쪽
8. ↑  도진순, 《한국 민족주의와 남북관계:이승만˙김구시대의 정치사》(서울대학교 출판부, 1997) 158쪽.
9. ↑  이철승·박갑동 건국 50년! 대한민국 이렇게 세웠다. (이철승, 박갑동 공저, 계명사, 1998) 360페이지
10. 1 2 3  강준만, 《한국현대사산책》〈1940년대편 2권〉(인물과사상사, 2004) 67~68쪽.

## 참고자료
- 《해방 30년사》, 송남헌 지음

## 같이 보기
- 모스크바 3상 회의
- 미소공위
- 이승만
- 김구
- 김규식
- 김성수
- 좌우합작운동